# Samuel A. Talcott
Samuel Austin Talcott (* 31. Dezember 1789 in Hartford, Connecticut; † 19. März 1836 in New York City) war ein US-amerikanischer Jurist und Politiker.

## Werdegang
Samuel Austin Talcott, Sohn von Abigail Ledyard und Samuel Talcott (1740–1798), wurde ungefähr sechs Jahre nach dem Ende des Unabhängigkeitskrieges im Hartford County geboren. Sein Urgroßvater war Joseph Talcott, Gouverneur der Colony of Connecticut. Über seine Jugendjahre ist nichts bekannt. 1809 graduierte er am Williams College in Williamstown (Massachusetts). Er studierte Jura in der Kanzlei von Gold & Sill. Während dieser Zeit heiratete er am 28. Mai 1810 seine erste Ehefrau Rachel Skinner. Ihr Sohn war John Ledyard Talcott (* 1812), ein Richter am New York Supreme Court. 1812 erhielt er seine Zulassung als Anwalt und begann dann in Lowville (New York) zu praktizieren. Vier Jahre später zog er nach Utica (New York). In der Folgezeit praktizierte er in New Hartford (New York). 1818 heiratete er seine zweite Ehefrau Mary Eliza Stanley (1800–1848). Ihr Sohn war Thomas Grosvenor Talcott (1819–1870). Talcott war ein Führungsmitglied in der Albany Regency. Von 1821 bis 1829 bekleidete er den Posten als Attorney General von New York, als er zum Rücktritt gezwungen wurde wegen irregular habits. In der Folgezeit verfiel er eine Zeit lang dem Alkohol. Danach praktizierte er als Anwalt in New York City.